# Thalassianthus kraepelini
Thalassianthus kraepelini är en havsanemonart som beskrevs av Oscar Henrik Carlgren 1900. Thalassianthus kraepelini ingår i släktet Thalassianthus och familjen Thalassianthidae. Inga underarter finns listade i Catalogue of Life.